# Georg Ebert (Politiker)
Georg Ebert (* 1. März 1885 in Langendiebach; † 14. Februar 1971 in Erlensee) war ein deutscher Gewerkschafter und Abgeordneter des Provinziallandtages der preußischen Provinz Hessen-Nassau.

## Leben
Georg Ebert wurde als Sohn des Bierhändlers Wilhelm Ebert und dessen Gemahlin Klara Völker geboren. Nach seiner Schulausbildung erlernte er den Beruf des Zimmermanns, betätigte sich politisch und wurde 1929 Gauleiter des Zentralverbandes der Zimmerer in Frankfurt. Im selben Jahr erhielt er das Mandat des zurückgetretenen Hans Breyl als Abgeordneter des Kurhessischen Kommunallandtages des Regierungsbezirks Kassel sowie des Provinziallandtages der Provinz Hessen-Nassau. Er war als Gewerkschafter Mitglied der SPD und wurde nach Beginn der Zeit des Nationalsozialismus im Juni 1933, als die Gewerkschaften durch die Deutsche Arbeitsfront übernommen wurden, wegen politischer Unzuverlässigkeit entlassen. Er kehrte in seinen erlernten Beruf zurück und war bis 1945 Zimmermann in seinem Heimatort Langendiebach.
Am 15. November 1937 wurde er wegen „illegaler marxistischer Betätigung“ verhaftet und ins Gerichtsgefängnis Hanau überführt. Trotz der Einstellung des Verfahrens kam er ins KZ Buchenwald, wo er am 29. April 1939 entlassen wurde. Nach dem Kriege war er zunächst als Wohnungsbeauftragter in Langendiebach tätig und wurde am 1. Oktober 1946 Bezirksleiter bei der Gewerkschaft Bau-Steine-Erden.
Über seinen weiteren Lebensweg gibt die Quellenlage keinen Aufschluss.